# John Cotton Dana

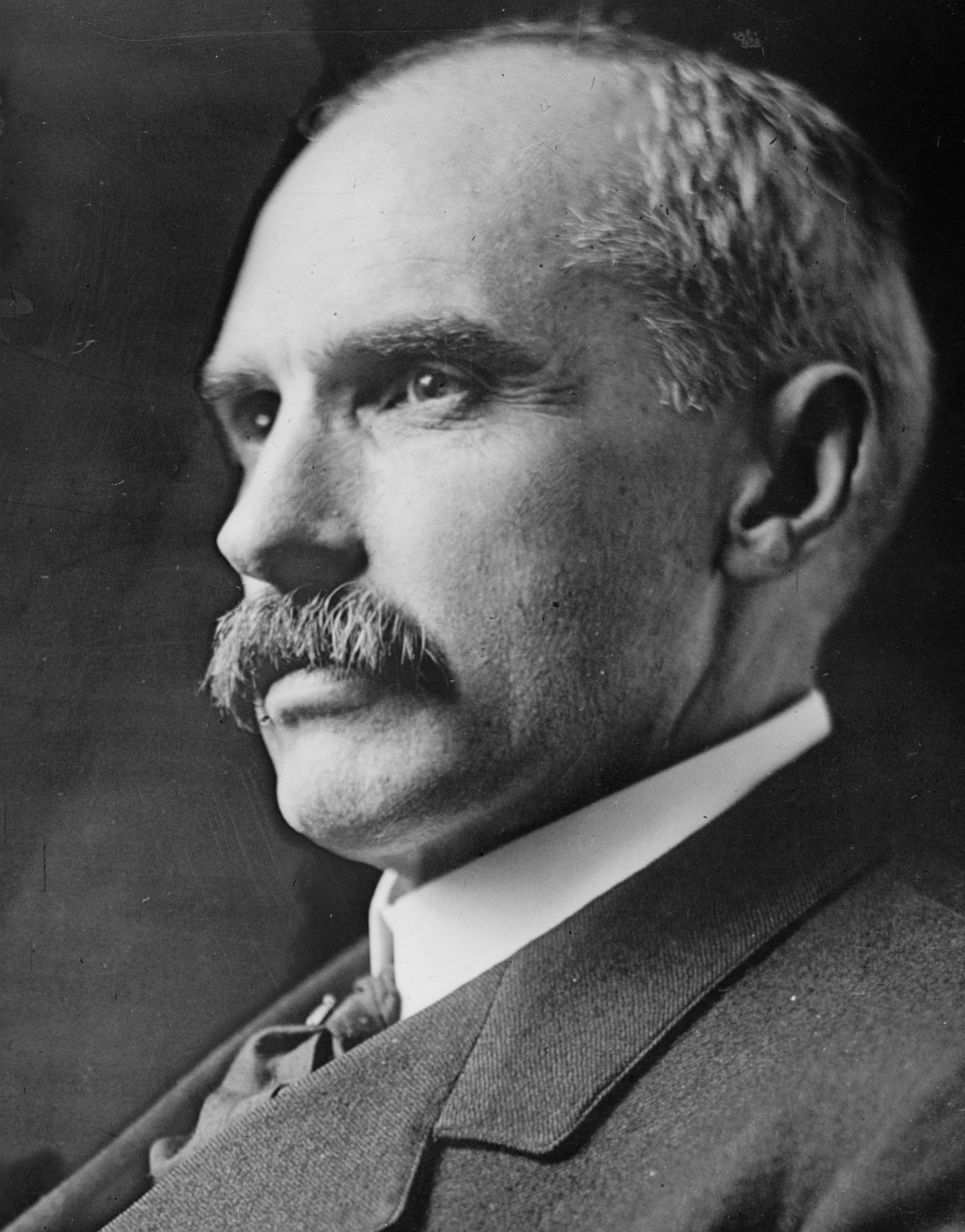
John Cotton Dana

John Cotton Dana (ur. 19 sierpnia 1856 w Woodstock w stanie Vermont, zm. 21 lipca 1929) – amerykański bibliotekarz, jako pierwszy wydzielił dział biblioteczny dla dzieci (Denver, 1894) i dział zarządzania biblioteką w ramach struktury bibliotek publicznych Stanów Zjednoczonych.
Urodził się 19 sierpnia 1856 we wsi Woodstock w stanie Vermont. Ukończył prawo w Dartmouth College w 1878. W latach 1889–1898 był pierwszym bibliotekarzem Biblioteki Publicznej w Denver. Następnie pracował w Bibliotece Miejskiej w Springfield oraz Bibliotece Publicznej w Newark w New Jersey. W 1909 fundator Newark Museum wyznaczył Danę na dyrektora tej placówki. Dana pełnił tę funkcję aż do swojej śmierci w 1929.
John Cotton Dana sam również był fundatorem i jednocześnie pierwszym przewodniczącym Special Libraries Association. Przez pewien czas pełnił funkcję przewodniczącego Stowarzyszenia Bibliotek Amerykańskich (ALA). Organizacja ta przyznaje nagrodę jego imienia John Cotton Dana Public Relations Award. Nazwisko Dana znajduje się w Library Hall of Fame, czyli na liście najbardziej zasłużonych bibliotekarzy amerykańskich. Lista ta została opublikowana w Library Journal w 75. rocznicę powstania ALA.

## Wybrane publikacje
- A Library Primer (1909)
- Libraries: Addresses and Essays (1916)